# Paraphoxus uncigerus
Paraphoxus uncigerus är en kräftdjursart. Paraphoxus uncigerus ingår i släktet Paraphoxus och familjen Phoxocephalidae. Inga underarter finns listade i Catalogue of Life.